# قصور كلوي حاد
التضرر الكلوي الحاد أو القصور الكلوي الحاد الذي كان يعرف سابقاً باسم الفشل الكلوي الحاد هو الفقدان السريع لوظائف الكلى نتيجة لتلف الكلى مما يسبب احتباسًا للفضلات النيتروجينية مثل يوريا وكرياتينين أو غير نيرتروجينية والتي تخرج عادة عن طريق الكلى. بناء على درجة التعطل في الوظائف ومدته تصاحب هذا الاحتباس تغيرات أيضية (استقلابية) كالحماض الأيضي وارتفاع نسبة بوتاسيوم الدم وتغيرات في مستوى السوائل بالجسم، كما أنه قد يؤثر على أجهزة أخرى من الجسم. يتميز الفشل الكلوي الحاد بقلة البول أو انقطاعه (مايعرف بالزرام) ولكن قد توجد حالات تخالف هذه القاعدة. يُعدّ الفشل الكلوي الحاد حالة طبية طارئة تهدد الحياة.

## لمحة تاريخية
قديما وقبل أن يتطور الطب، كان يٌظنّ بأن الفشل الكلوي الحاد ما هو إلا تسمم باليوريا (uremic poisoning)، حيث إن وجود البول في الدم كان يطلق عليه يوريا في الدم (Uremia). وفي حوالي سنة 1847 م اُستخدم هذا المصطلح يوريا في الدم (Uremia) لوصف قلة إنتاج وخروج البول، حيث كان البول يختلط بالدم بدلاُ من خروجه عن طريق مجرى البول. وفي عام 1940 م في بريطانيا تم اكتشاف الفشل الكلوي الحاد الذي سببه الموت الحاد للأنابيب الكلوية الصغيرة (acute tubular necrosis)، حيث أُصيب الضحايا في معركة بريطانيا بموت أنسجة متفرقة في الأنابيب الكلوية الصغيرة مما أدى ذلك إلى تدهور مفاجئ في وظيفة الكلية. وفي خلال حرب كوريا وفيتنام، انخفض معدل حدوث الموت الحاد للأنابيب الكلوية الصغيرة وذلك بسبب تحسَن التعامل الفوري مع الحالات والحقن الوريدي بالسوائل.

## أسباب الفشل الكلوي
تنقسم أسباب الفشل الكلوي إلى حالات مرضية قبل الكلى مثل حالات الجفاف أو انخفاض الدم الشديد، وحالات مرضية كلوية، وحالات مرضية بعد الكلى مثل انسداد مجرى البول بسبب تضخم البروستاتا عند الرجال أو الحصوات.

### حالات مرضية قبل الكلى (تؤثر على الإمداد الدموي للكلى)
- نقص حجم الدم ويكون سببه في معظم الأحيان الصدمة أو الجفاف وضياع السوائل والشوارد أو استخدام الزائد للأدوية المدرة للبول.
- فشل وظيفة الكبد لمرض ما يؤثر على ارتواء الكلى.
- أمراض الأوعية الدموية مثل: الجلطات في الشرايين أو خثار في الوريد الكلوي.
- العدوى والإنتان في الدم.
- الحروق الخطيرة التي تؤدي إلى فقدان السوائل.
- انحباس السوائل في الجسم في مكان غير الأوعية كالذي يحدث مع التهاب التامور والتهاب البنكرياس.
- انخفاض ضغط الدم بسبب أدوية الضغط.

### حالات مرضية كلوية (الأضرار تكون داخل الكلى وأنسجتها) وهي الأسباب الأقل قابلية للعودة للحالة الطبيعية
- السموم والأدوية مثل: الأدوية المضادة للالتهاب غير الاستيرودية، وبعض المضادات الحيوية مثل الامينو غليكوسايد، والصبغ اليودية، والليثيوم، والأمراض الكلوية بسبب الفوسفات الذي يستخدم على هيئة فوسفات الصوديوم عند تصوير القولون بالمنظار.
- انحلال الربيدات ويقصد بها تكسر العضلات وينتج عنها مادة المايوقلوبين في الدم والتي تؤثر على عمل الكلى وقد يكون السبب إصابة في العضلات أو استخدام بعض الأدوية مثل الاستاتين والمحفزات سبب في تكسر العضلات وظهور مادة المايو قلوبين في الدم.
- تكسر خلايا الدم الحمراء حيث أن مادة الهيموجلوبين الناتجة عن هذا التكسر تؤذي أنابيب الكلى، وينتج تكسر كريات الدم الحمراء في بعض الأمراض مثل الأنيميا المنجلية أو الذئبة الحمراء.
- الورم النقوي المتعدد (Multiple myeloma ) بسبب ارتفاع نسبة الكالسيوم أو غير ذلك، ومن الممكن أن في هذا المرض يسبب الفشل الكلوي المزمن بطرق متعددة.
- التهاب كبيبات الكلية الحاد الذي يكون لأسباب متعددة منها الأجسام المضادة ضد الطبقة السفلية من الأغشية الموجودة في الكلى كما في تناذر قود بستر، والتهاب ذئبة الكلية الحاد مع مرض الذئبة الحمراء.

### حالات مرضية بعد الكلى مثل انسداد مجرى البول وذلك للأسباب التالية
- يكون تأثير بعض الأدوية على عمل المثانة في إخراج البول مثل مضادات الكولينيات.
- التضخم في غدة البروستاتا الحميد أو سرطان غدة البروستاتا لدى الرجال.
- حصوات الجهاز البولي.
- وقد يكون بسبب سرطان المبايض وسرطان القولون.
- انسداد القسطرة البولية.
- الأدوية التي تسبب البلورات أو الأدوية التي تسبب التهاب المثانة أو الأدوية التي تؤدي إلى ظهور مادة المايوقلوبين في الدم.

## كيفية نشأة المرض
تستطيع الكلى تنظيم كمية الدم الواصلة لها من القلب وكذلك تنظيم معدل السوائل التي ترشحها الكلية ما يعرف بـمعدل ترشيح الكلية (Glomerular filtration rate (GFR)) ضمن نطاق واسع لقيم ضغط الإرواء. فعندما ينخفض ضغط الإرواء كما هو حاصل مع نقص كمية الدم وحالات الفشل في وظائف القلب والسكتة القلبية (shock) وضيق شرايين الكلى تتوسع الأوعية المُقاومة لتُسهّل تدفق الدم للكلى، حيث تلعب مادة البروستاجلاندين (prostaglandins) التي توسع الأوعية الدموية دوراً مهماً في ذلك. ولكن إذا اختل هذا التنظيم الذاتي للكلية في تدفق الدم، فإن الشريان بعد الكبيبي (post-glomerular arteriole) ينقبض هو وحده دون الشرايين الصغيرة الأخرى وذلك حتى يحافظ على معدل ترشيح الكلية. وهذا يحدث عن طريق إطلاق مادة الرينين (renin) وتصنيع مادة الأنجيوتنسين2 (angiotensin II) اللتان تُفضلان تقليص هذا الوعاء الدموي. ولكن قد تفشل هذه العملية التعويضية أيضا إذا كانت كمية الدم الواصلة للكلية قليلة جداٌ أو كانت الكلية مفتقرة للدم لمدة فترة طويلة، مما يؤدي ذلك بالتالي إلى انخفاض حاد في معدل ترشيح الكلية (GFR).
وتجدر الإشارة هنا إلى أن الأنابيب الكلوية الصغيرة (renal tubules) ما زالت سليمة بالإضافة أنها تعمل بفعالية أكثر، فتزيد نسبة امتصاص الصوديوم والماء من هذه الأنابيب وذلك من خلال العوامل الفيزيائية المصاحبة للتغييرات في جريان البول والدم، وكذلك نتيجة لتأثير هذه المواد: الأنجيوتنسين(angiotensins)- الألدوسترون (aldosterone) –الفاسوبرسين (vasopressin).مما ينتج عن ذلك تكّوين كمية قليلة من البول المُركّز لكن قليل الصوديوم. ولكن هذه التغيرات قد لا تحدث في المرضى الذين لديهم خلل في وظيفة الأنابيب الكلوية كمن لديه: خلل في وظائف الكلى أو من يستخدمون أدوية مُدًرات البول التي تعمل على عروة هنلي.

## التشخيص
بشكل عام، يشخص الفشل الكلوي عندما تكون نتائج قياس الكرياتينين أو نيتروجين اليوريا في الدم مرتفعة لدرجة كبيرة في مريض ما خصوصا عندما تترافق مع قلة إدرار البول. ونتائج المقاييس السابقة للوظائف الكلوية قد تستخدم للمقارنة، والتي تكون مهمة خصوصا إذا كان المريض معروفا بإصابته بالفشل الكلوي المزمن أيضا. وإذا لم يكن السبب ظاهرا، فإن عددا كبيرا من اختبارات الدم وفحصا لعينة البول يكون نموذجيا لتوضيح سبب الفشل الكلوي الحاد. وفحص الجهاز البولي باستخدام أجهزة الموجات فوق الصوتية ضروري لاستثناء وجود انسداد في مجرى البول.
معايير الإجماع RIFLE لتشخيص الفشل الكلوي الحاد هي:
•	احتمالية خطر: إذا زاد الكرياتينين في الدم عن مستواه الطبيعي مرة ونصف أو كان إنتاج البول أقل من نصف مليلتر/ كيلو غراممن وزن الجسم/ ساعة لمدة 6 ساعات.
•	ضرر: إذا زاد الكرياتينين عن مستواه الطبيعي مرتين أو كان إنتاج البول أقل من 0.5 مليلتر/كيلو غرام/ساعة لمدة 12ساعة.
•	فشل: إذا زاد الكرياتينينعن مستواه الطبيعي بثلاثة أضعاف أو زاد مستواه عن 355مول/لتر (مع ارتفاع أكثر من 44) أوكان إنتاج البول تحت 0.3 مليلتر/ كيلو غرام/ساعة لمدة 24 ساعة.
•	خسارة: استمرار الفشل الكلوي الحاد أو الخسارة الكاملة لوظائف الكلية أكثر من 4 أسابيع.
•	المرحلة الأخيرة لمرض الكلية: الخسارة الكاملة لوظائف الكلية لأكثر من 3 شهور.
فحص عينة من الكلية نفسها قد يستخدم في حالات الفشل الكلوي الحاد للحصول على التشخيص الجازم وأحيانا الحصول على فكرة عن التوقعات، ما لم يكن السبب واضحا وتحقيقات الفحوص الأولية المناسبة سلبية بشكل مطمئن.

## العلاج
يمكن معالجة الفشل الكلوي الحاد إذا تعاملنا معه بشكل سريع وصحيح في آن واحد. والفكرة الأساسية لعلاج هذا المرض تتلخص في إبقاء ضغط الدم وكمية الدم المضخوخ من القلب في المعدل الطبيعي. الإجراءات الأساسية التي يجب اتباعها في هذه الحالة كالتالي: مراقبة كمية السوائل الداخلة والخارجة من الجسم قدر الإمكان، بالإضافة إلى تركيب القسطرة البولية والتي تكون مفيدة جدًّا في حساب كمية البول الناتج، كما أنها طريقه مريحة لإزالة انسداد المجرى البولي إن وجد كما في تضخم البروستاتا. في حال انعدام وجود كمية هائلة من السوائل في الدم، عادة ما يُعطَى المريض كمية من السوائل عن طريق الوريد وهذه هي الخطوة الأساسية لتحسين عمل الكلى. وللتأكد من كمية السوائل المعطاة يتم إعطاؤها عن طريق وريد رئيسي في الجسم. تتلخص الأعراض والعلامات الحيوكيميائية الأكثر خطورة وظهورًا في الفشل الكلوي الحاد بهذين العرضين :الحماض الاستقلابي وفرط بوتاسيوم الدم؛ ويتطلب علاج هذه الأعراض طبّيًّا باستخدام مضادات ارتفاع البوتاسيوم في الدم وبيكربونات الصوديوم في حال لم يُطلب عمل غسيل للكلى.
تعطى العوامل المساعدة لانقباض العضلات مثل نورابينفرين ودوبيوتامين وذلك لتحسين ضخ الدم من القلب وزيادة إرواء للكلى. على الرغم من أن استخدام الأدوية المساعدة في انقباض العضلات والتي تعمل على رفع ضغط الدم في الجسم ذو فائدة كبيرة إلا أن إعطاء الدوبامين لم يبرهن على أيه فائدة واضحة بل على العكس قد ينتج من ذلك بعض الأضرار غير مستحبة. ولقياس ضغط دم انسداد الشريان الرئوي تستخدم قسطرة سوان كانز والتي ترشدنا إلى نسبة ضغط الدم في الأذين الأيسر من القلب وبالتالي قياس وظيفة القلب بهدف معرفة تأثير الأدوية المؤثرة على عضلات القلب.
بالرغم من أن مدرات البول مثل فيورسومايد تستخدم وبشكل كبير في التخفيف من كمية السوائل الزائدة في الدم, فإنها لا تقلل أبدًا من خطورة تطور الحالة المرضية أو وفاتها. بل أظهرت الممارسة العملية أن مدرات البول تعمل على حجب بعض الأعراض المهمة مما يجعل من الصعب أحيانا الحكم إذا ما كان التفاعل الطبي للعلاج بالسوائل فعالا أم لا. استخدام بعض الأدوية محبطات الإنزيم المحول للأنجيوتنسين والتي تستخدم في حالات ارتفاع ضغط الدم مثل(بينازيبرايل) قد يساعد على حماية وظائف الكلى في المراحل المتقدمة من قصور الكلى. على أي حال فإن زيادة معدل الكرياتينين في الدم بنسبه 30% متوقعة. يحدث ذلك بسبب انخفاض انجيوتنسنII الذي يقوم بتضييق الشريين الكلوي ما بعد الكبيبات وبالتالي فإن نقصه يؤدي إلى توسعة هذه الأوعية الشريانية مما يؤثر على معدل ترشيح الكلى وهذا ما يسبب ارتفاع الكرياتينين في الدم.
لا يجب على المعالج استخدام الأدوية غير الاستيرودية المضادة للالتهابات حيث أنها تهبط إفراز ماده البروستاجلاندين. مادة البروستاجلاندين تعمل على توسيع الشريين الكلوي ماقبل الكبيبات وبالتالي فإن انخفاضها يسبب تقلص هذه الأوعية مما يؤثر سلبيا على معدل ترشيح وحدات الكلى. ما نريد إيضاحه هنا أن استخدام مضادات الالتهابات غير الاستيرودية يؤدي إلى تسمم وحدات الكلى فيجب عدم استخدامها في معالجة الفشل الكلوي من الحاد.
أعراض مثل فرط بوتاسيوم الدم، والحماض الاستقلابي أو زيادة نسبه السوائل في الدم بشكل عام تدل على أن العلاج بإعطاء السوائل الخارجية غير فعال وفي هذه الحالة تتم الاستعانة بعمليات خارجية أخرى مثل غسيل الكلى أو تنقية الدم. يعتمد ذلك على السبب, ولكن هناك نسبة من المرضى لن يستطيعوا في نهاية الأمر استعادة وظائف الكلى كاملة حيث يصلون إلى المراحل النهائية وقد يحتاجون إلى غسيل كلوي مدى الحياة أو إلى زراعة الكلى.